# 鳩ノ巣駅
鳩ノ巣駅（はとのすえき）は、東京都西多摩郡奥多摩町棚沢にある、東日本旅客鉄道（JR東日本）青梅線の駅である。駅番号はJC 72。

## 歴史
- 1944年（昭和19年）7月1日：運輸通信省青梅線 御嶽 - 氷川（現･奥多摩）間開通と同時に開業[2][3]。旅客営業および荷物扱い[3]。
- 1971年（昭和46年）2月1日：荷物扱い廃止[3]。
- 1987年（昭和62年）4月1日：国鉄分割民営化に伴い、東日本旅客鉄道（JR東日本）の駅となる[2][3]。
- 2002年（平成14年）2月8日：ICカード「Suica」の利用が可能となる[4][5]。
- 2003年（平成15年）4月1日：簡易委託駅となる[6]。
- 2016年（平成28年）4月1日：終日無人化[6]。
- 2017年（平成29年）1月17日：自動券売機での切符の発売、ICカードのチャージ等を終了。
- 2022年（令和4年）6月1日：駅舎に「沿線まるごとラボ」を開設[7]。

## 駅構造
相対式ホーム2面2線を有する地上駅。木造駅舎を有する。1番線側に駅舎があり、両ホームは跨線橋で結ばれている。駅の両端に踏切があり、構造上、4両編成までしか停車できない。駅舎は木造で、山々に囲まれ風情がある。
青梅駅管理の無人駅。乗車駅証明書発行機、簡易Suica改札機設置駅。

### のりば
| 番線 | 路線           | 方向 | 行先                       |
| ---- | -------------- | ---- | -------------------------- |
| 1    | 青梅線         | 下り | 白丸・奥多摩方面           |
| 2    | 青梅線・中央線 | 上り | 拝島・立川・新宿・東京方面 |

（出典：JR東日本:駅構内図）

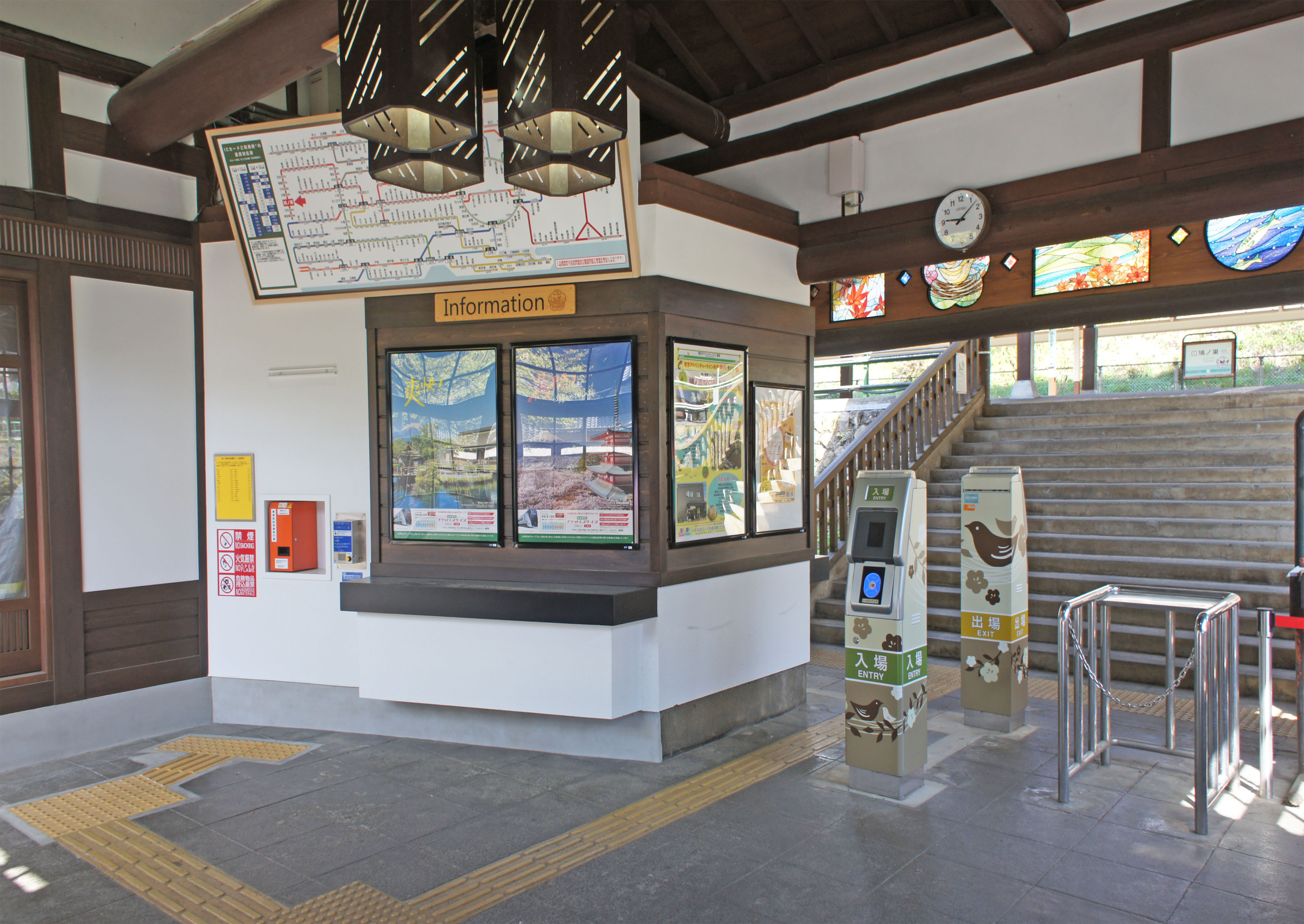
改札口（2022年4月）
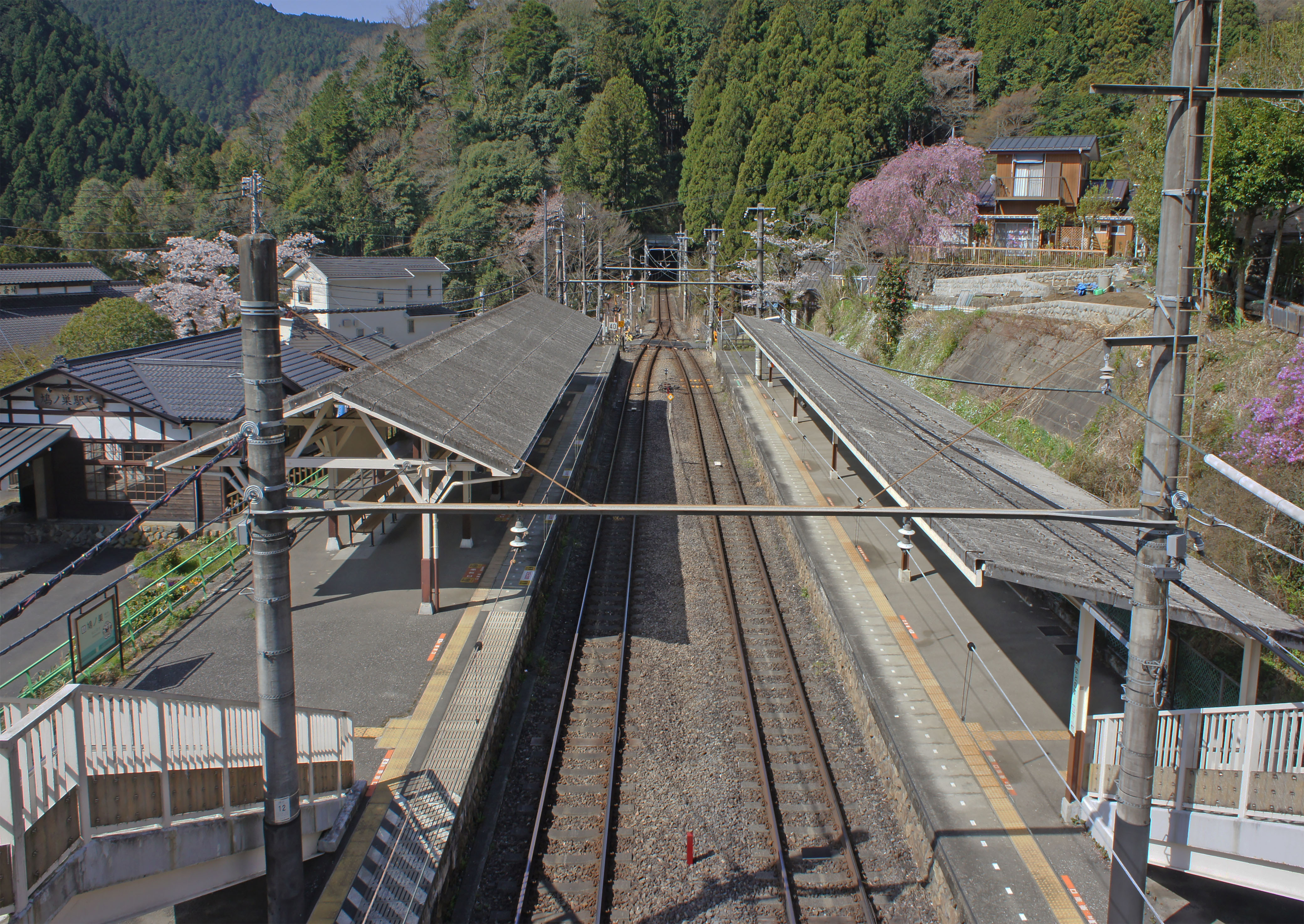
ホーム（2022年4月）

## 利用状況
2014年（平成26年）度の1日平均乗車人員は181人である。
近年の推移は下記の通り。
| 年度               | 1日平均 乗車人員 | 出典     |
| ------------------ | ---------------- | -------- |
| 1990年（平成02年） | 359              | [ * 1 ]  |
| 1991年（平成03年） | 344              | [ * 2 ]  |
| 1992年（平成04年） | 348              | [ * 3 ]  |
| 1993年（平成05年） | 348              | [ * 4 ]  |
| 1994年（平成06年） | 348              | [ * 5 ]  |
| 1995年（平成07年） | 336              | [ * 6 ]  |
| 1996年（平成08年） | 337              | [ * 7 ]  |
| 1997年（平成09年） | 301              | [ * 8 ]  |
| 1998年（平成10年） | 282              | [ * 9 ]  |
| 1999年（平成11年） | 273              | [ * 10 ] |
| 2000年（平成12年） | 232              | [ * 11 ] |
| 2001年（平成13年） | 232              | [ * 12 ] |
| 2002年（平成14年） | 237              | [ * 13 ] |
| 2003年（平成15年） | 247              | [ * 14 ] |
| 2004年（平成16年） | 241              | [ * 15 ] |
| 2005年（平成17年） | 235              | [ * 16 ] |
| 2006年（平成18年） | 228              | [ * 17 ] |
| 2007年（平成19年） | 239              | [ * 18 ] |
| 2008年（平成20年） | 237              | [ * 19 ] |
| 2009年（平成21年） | 231              | [ * 20 ] |
| 2010年（平成22年） | 212              | [ * 21 ] |
| 2011年（平成23年） | 210              | [ * 22 ] |
| 2012年（平成24年） | 220              | [ * 23 ] |
| 2013年（平成25年） | 202              | [ * 24 ] |
| 2014年（平成26年） | 181              | [ * 25 ] |

## 駅周辺
- 青梅街道（国道411号）
- 多摩川
- 白丸ダム

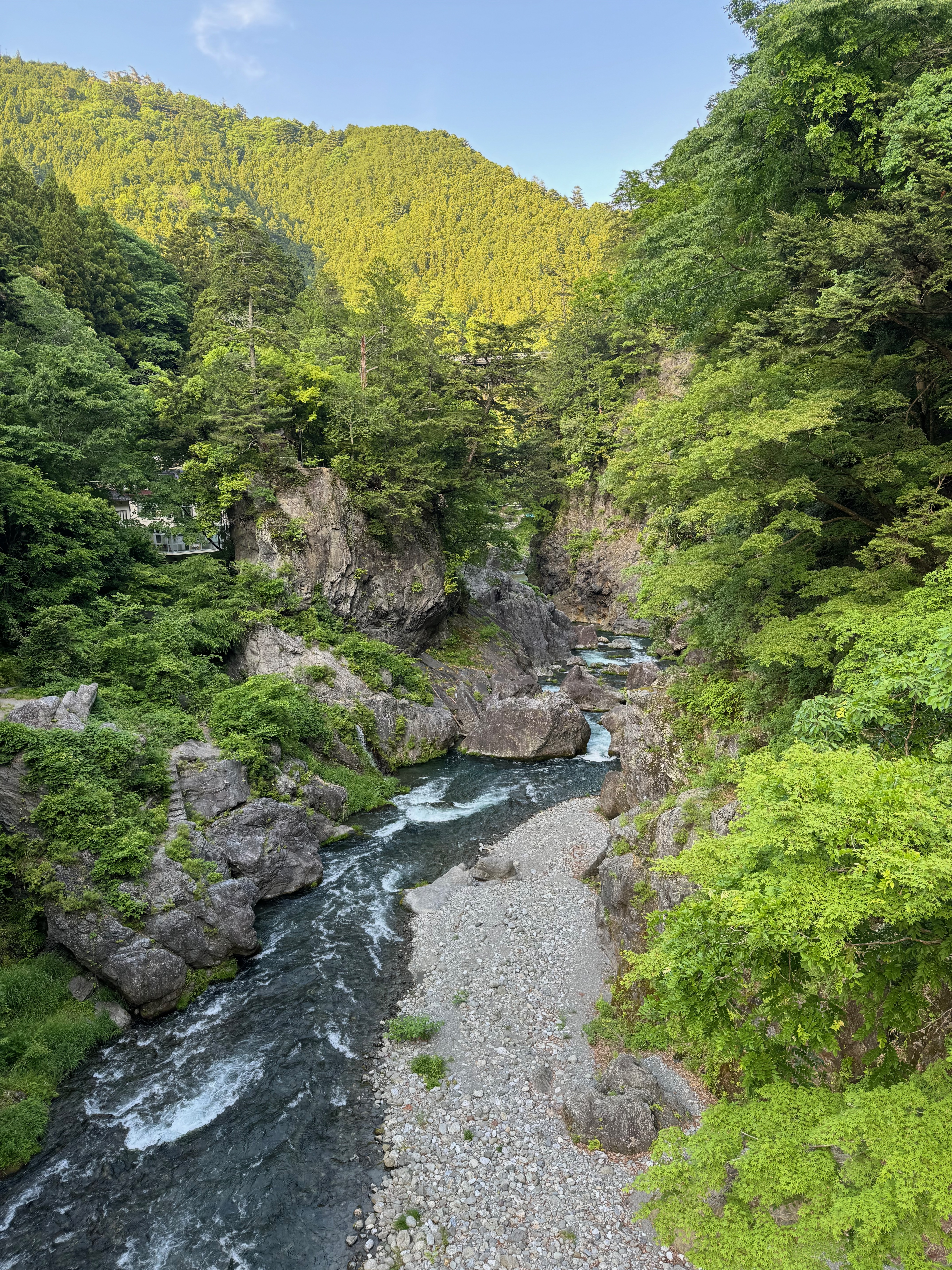
鳩ノ巣渓谷
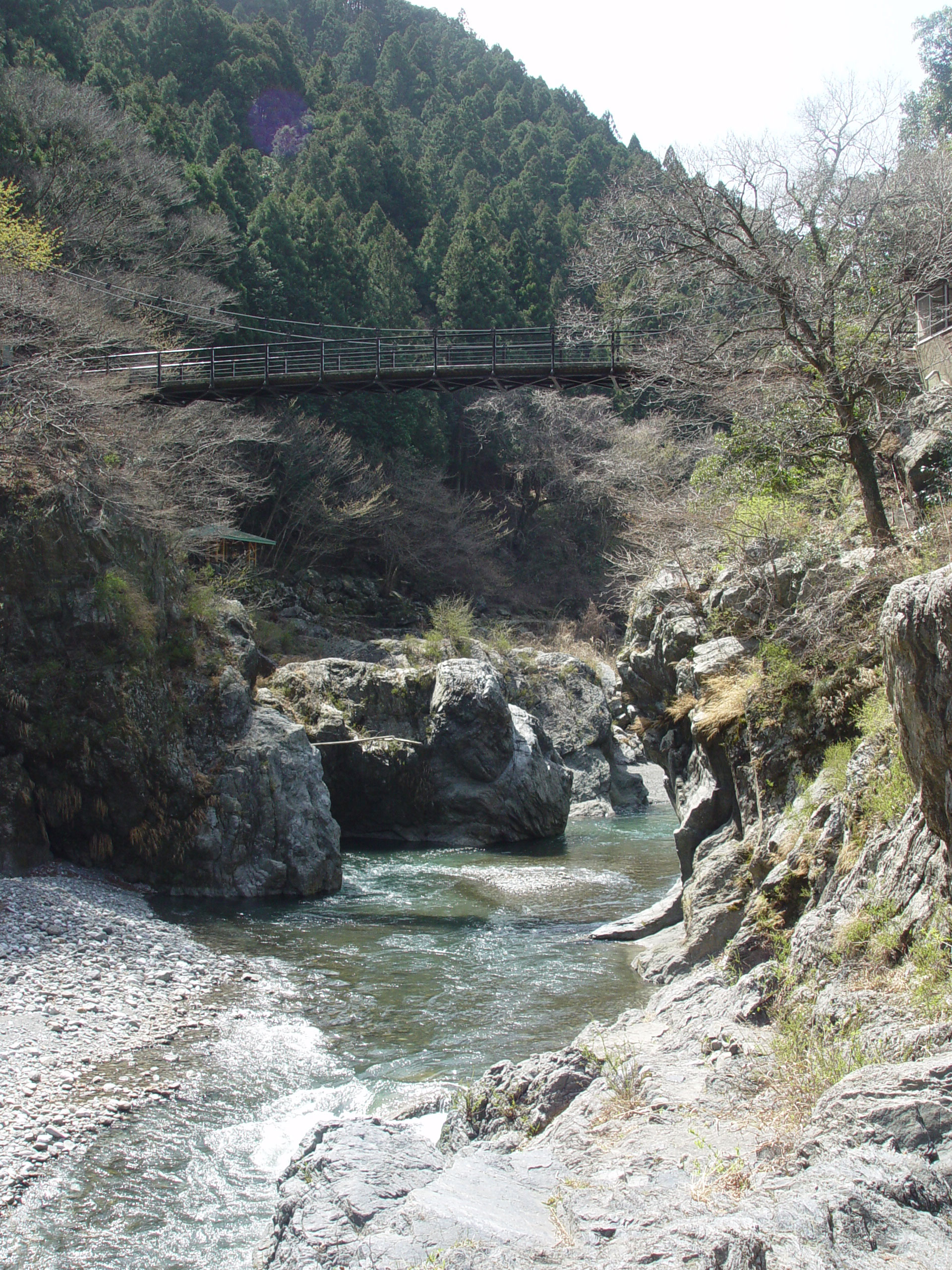
鳩ノ巣渓谷（鳩ノ巣小橋）
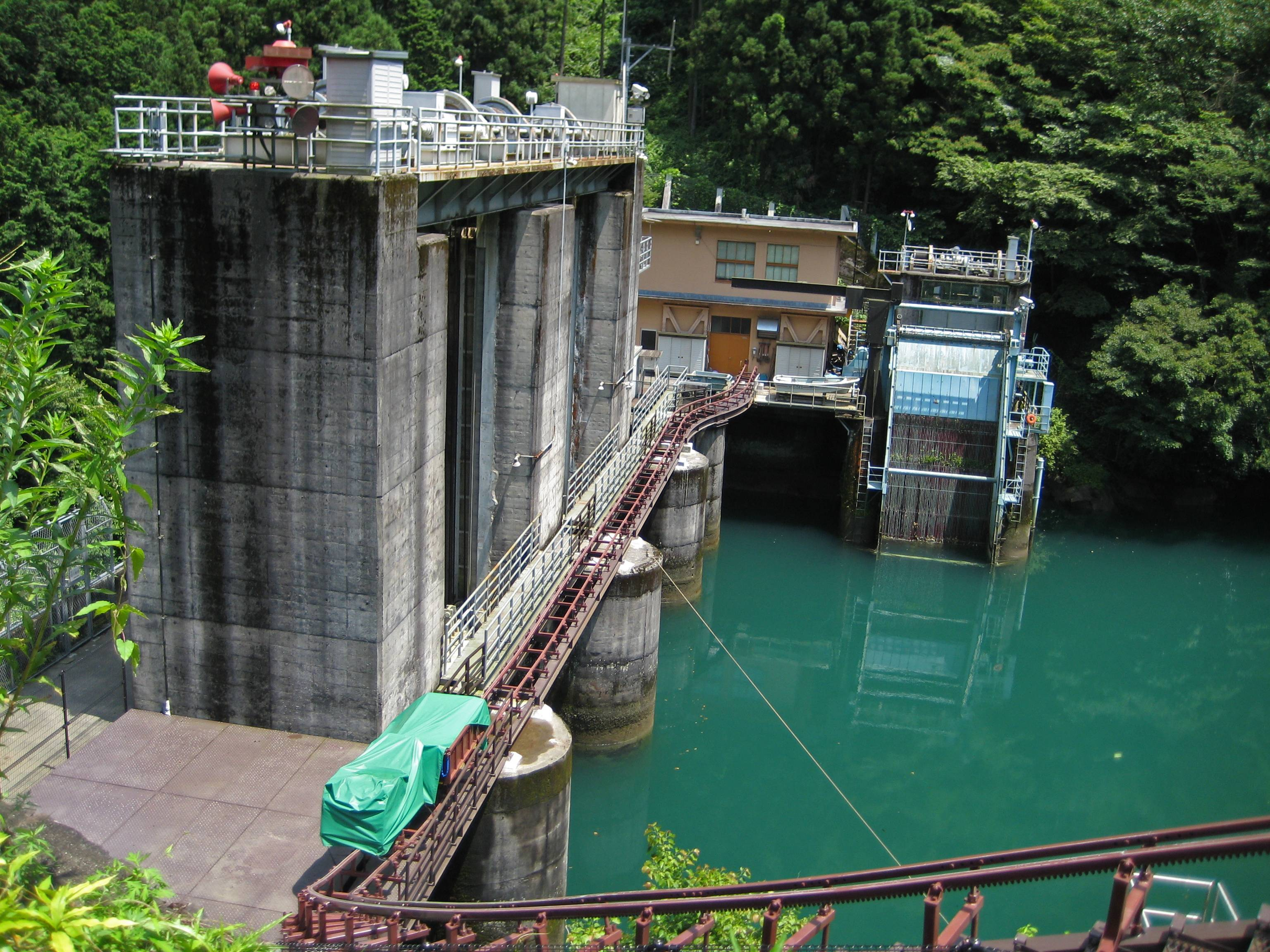
白丸ダム

- 奥多摩の風 はとのす荘
- 西東京バス「鳩の巣」停留所

- 鳩ノ巣渓谷
- 鳩ノ巣渓谷（鳩ノ巣小橋）
- 白丸ダム

## 隣の駅
東日本旅客鉄道（JR東日本）
 青梅線（東京アドベンチャーライン）
■各駅停車
古里駅 (JC 71) - 鳩ノ巣駅 (JC 72) - 白丸駅 (JC 73)

### 記事本文
1. 1 2 3  『週刊 JR全駅・全車両基地』 46号 甲府駅・奥多摩駅・勝沼ぶどう郷駅ほか79駅、朝日新聞出版〈週刊朝日百科〉、2013年7月7日、24頁。
2. 1 2 3  曽根悟（監修） 著、朝日新聞出版分冊百科編集部 編『週刊 歴史でめぐる鉄道全路線 国鉄・JR』 38号 青梅線・鶴見線・南武線・五日市線、朝日新聞出版〈週刊朝日百科〉、2010年4月11日、10-11頁。
3. 1 2 3 4  石野哲 編『停車場変遷大事典 国鉄・JR編 II』（初版）JTB、1998年10月1日、195-196頁。ISBN 978-4-533-02980-6。
4. ↑  「鉄道記録帳2002年2月」『RAIL FAN』第49巻第5号、鉄道友の会、2002年5月1日、24頁。
5. ↑  「JR年表」『JR気動車客車編成表 '02年版』ジェー・アール・アール、2002年7月1日、187頁。ISBN 4-88283-123-6。
6. 1 2  “平成28年第2回奥多摩町議会定例会 会議録” (PDF).   奥多摩町. 2018年1月22日時点のオリジナルよりアーカイブ。2020年3月31日閲覧。
7. ↑  『無人駅から始まる、地域イノベーション“沿線まるごとホテル”の新拠点 「沿線まるごとラボ」を6月1日に開設 地域と連携して「つながる・うみだす・うごかす」の実現へ』（PDF）（プレスリリース）沿線まるごと／さとゆめ／東日本旅客鉄道八王子支社、2022年5月24日。オリジナルの2022年5月24日時点におけるアーカイブ。2022年6月1日閲覧。

### 利用状況
1. ↑  東京都統計年鑑 - 東京都

JR東日本の2000年度以降の乗車人員
1. ↑  各駅の乗車人員（2000年度） - JR東日本
2. ↑  各駅の乗車人員（2001年度） - JR東日本
3. ↑  各駅の乗車人員（2002年度） - JR東日本
4. ↑  各駅の乗車人員（2003年度） - JR東日本
5. ↑  各駅の乗車人員（2004年度） - JR東日本
6. ↑  各駅の乗車人員（2005年度） - JR東日本
7. ↑  各駅の乗車人員（2006年度） - JR東日本
8. ↑  各駅の乗車人員（2007年度） - JR東日本
9. ↑  各駅の乗車人員（2008年度） - JR東日本
10. ↑  各駅の乗車人員（2009年度） - JR東日本
11. ↑  各駅の乗車人員（2010年度） - JR東日本
12. ↑  各駅の乗車人員（2011年度） - JR東日本
13. ↑  各駅の乗車人員（2012年度） - JR東日本
14. ↑  各駅の乗車人員（2013年度） - JR東日本
15. ↑  各駅の乗車人員（2014年度） - JR東日本

東京都統計年鑑
1. ↑  東京都統計年鑑（平成2年）
2. ↑  東京都統計年鑑（平成3年）
3. ↑  東京都統計年鑑（平成4年）
4. ↑  東京都統計年鑑（平成5年）
5. ↑  東京都統計年鑑（平成6年）
6. ↑  東京都統計年鑑（平成7年）
7. ↑  東京都統計年鑑（平成8年）
8. ↑  東京都統計年鑑（平成9年）
9. ↑  東京都統計年鑑（平成10年） (PDF)
10. ↑  東京都統計年鑑（平成11年） (PDF)
11. ↑  東京都統計年鑑（平成12年）
12. ↑  東京都統計年鑑（平成13年）
13. ↑  東京都統計年鑑（平成14年）
14. ↑  東京都統計年鑑（平成15年）
15. ↑  東京都統計年鑑（平成16年）
16. ↑  東京都統計年鑑（平成17年）
17. ↑  東京都統計年鑑（平成18年）
18. ↑  東京都統計年鑑（平成19年）
19. ↑  東京都統計年鑑（平成20年）
20. ↑  東京都統計年鑑（平成21年）
21. ↑  東京都統計年鑑（平成22年）
22. ↑  東京都統計年鑑（平成23年）
23. ↑  東京都統計年鑑（平成24年）
24. ↑  東京都統計年鑑（平成25年）
25. ↑  東京都統計年鑑（平成26年）